# Федерація футболу Фарерських островів
Федерація футболу Фарерських островів (фар. Fótbóltssamband Føroya (FSF)) - організація, що здійснює контроль і управління футболом на Фарерських островах. Заснована в 1979 році. Штаб квартира знаходиться в місті Торсхавн. Федерація керує розвитком футболу на Фарерах та організовує систему ліг на островах. У їх число входить і Прем'єр-ліга Фарерських островів - найвищий футбольний дивізіон на Фарерських островах. Також здійснюється контроль над національними і молодіжними чоловічими та жіночими збірними.